# Alfondeguilla
Alfondeguilla é um município da Espanha na província de Castelló, Comunidade Valenciana. Tem 28,3 km² de área e em 2021 tinha 870 habitantes (densidade: 30,7 hab./km²).

## Demografia
| Variação demográfica do município entre 1991 e 2004 | Variação demográfica do município entre 1991 e 2004 | Variação demográfica do município entre 1991 e 2004 | Variação demográfica do município entre 1991 e 2004 |
| --------------------------------------------------- | --------------------------------------------------- | --------------------------------------------------- | --------------------------------------------------- |
| 1991                                                | 1996                                                | 2001                                                | 2004                                                |
| 919                                                 | 922                                                 | 921                                                 | 871                                                 |